# 迪茨
迪茨（德語：Diez，發音：[ˈdiːts] ⓘ）是德国莱茵兰-普法尔茨州莱茵-兰县的城市，面积12.41平方千米，2023年12月31日人口为11,388人。